# Cleistocarpidium
Cleistocarpidium là một chi rêu trong họ Ditrichaceae.